# Nyabing
Nyabing è una città situata nella regione di Great Southern, in Australia Occidentale; essa si trova 320 chilometri a sud-est di Perth ed è la sede della Contea di Kent. Al censimento del 2006 contava 296 abitanti.